# گرگوری کوتوفسکی
گرگوری ایوانوویچ کوتوفسکی (روسی: Григо́рий Ива́нович Кото́вский؛ ۲۴ ژوئن ۱۸۸۱ – ۶ اوت ۱۹۲۵) فرد نظامی اهل امپراتوری روسیه، یک ماجراجو، شخصیت نظامی و سیاسی شوروی و شرکت کننده در جنگ داخلی روسیه بود. او کارش را از یک گانگستر روسی و دزد بانک شروع کرد تا سرانجام به یک فرمانده ارتش سرخ و عضو کمیته اجرایی مرکزی اتحاد جماهیر شوروی تبدیل شود.
وی همچنین برندهٔ جوایزی همچون نشان پرچم سرخ شده‌است.